# IC 5324
 IC 5324 ist eine  linsenförmige Galaxie vom Hubble-Typ E-S0 im Sternbild Tukan am Südsternhimmel. Sie ist schätzungsweise 169 Millionen Lichtjahre von der Milchstraße entfernt.
Das Objekt wurde am 29. August 1900 vom US-amerikanischen Astronomen DeLisle Stewart entdeckt.